# IPv6部署
自2000年代中期以来，网际协议第6版（IPv6）（下一代互联网协议）的部署一直在进行中。
IPv6是为了替代自1982年以来一直在使用的IPv4而设计的，并正处于耗尽未分配地址的最后阶段，但仍然传输着大多数的互联网流量。 谷歌的统计数据显示，约有23％的用户使用IPv6上网（2018年6月17日） 。它的使用多集中在周末，且各国和各互联网服务提供商的采用情况也不均衡。
截至2016年11月，互联网上1519个顶级域名(TLDs)中的1491个（98.2%）支持使用IPv6协议访问他们的域名服务器，而其中的1485个（97.8%）域含有IPv6胶水记录（glue record），并有大约九百万个域（4.6%） 拥有IPv6地址记录。在全球BGP路由表中的所有网络中，有29.2％支持IPv6协议。

截至2011年，在个人电脑和服务器系统中使用的主要操作系统都部署了产品级IPv6。由于在移动通信4G技术中使用互联网协议进行语音通话（VoIP），蜂窝电话系统成为了互联网协议设备大量部署的领域，这种网络中就需要使用IPv6。在2009年，美国蜂窝运营商Verizon公布了设备在其“下一代”网络上运行的技术规范。 该规范要求根据3GPP规范版本8（2009年3月）使用IPv6，并将IPv4弃用为可选功能。
主要的互联网服务提供商，包括互联网服务供应商（ISP）和内容提供商，都将IPv6传输应用到其产品中。